# Gårdmølle fra Læsø (Frilandsmuseet)
Gårdmøllen fra Læsø er en stubmølle erhvervet 1951 til Frilandsmuseet.
Den lille vindmølle har været brugt til formaling af mel på Dethsgård i Bangsbo, Hals Sogn på Læsø, en gård der var den østre halvdel af en større tvillingegård nu også på Frilandsmuseet som "Gård fra Læsø".
Disse små stubmøller blev kun brugt til at male mel for en enkelt gård. De var små og enkle at betjene for én person, bekvemt for kvinderne der på Læsø stod for pasning af gårddriften, da mændene især tog sig af fiskeriet og ofte var længe på havet.

## Galleri
| - 'Gård fra Læsø' med det karakteristiske tangtag og dens gårdmølle |